# SN 1991an
SN 1991an – supernowa odkryta 8 czerwca 1991 roku w galaktyce A173910+6742. W momencie odkrycia miała maksymalną jasność 20,30m.